# المالحة (القدس)
المالحة قرية فلسطينية تقع جنوب غرب القدس، هُجّر أهلها منها عام 1948م، وأصبحت أحد ضواحي القدس مع مرور السنين والعقود، إذ تبعد عن مركز مدينة القدس خمسة كيلومترات.
وتقع المالحة على سفح تلة جبلية مرتفعة يحدها من الشرق بيت صفافا، وحي القطمون، ومن الغرب قريتا عين كارم والجورة، ومن الشمال أراضي لفتا ودير ياسين، ومن الجنوب أراضي بيت جالا وشرفات.

## سبب التسمية
كان هنالك عين ماء بالقرب من الجامع وكانت المياه مالحة لذلك سميت المالحة نسبة إلى عين الماء وهذه معلومة من كتاب لكي لا ننسى.

## السكان
كان عدد سكانها عام 1948 حوالي 2500 شخصاً اعتاش أغلبهم على زراعة الحبوب والخضروات والأشجار المثمرة خاصة الزيتون وتربية الماشية.وعمل قسم منهم في البناء و«دقّ» أي قص وتصميم حجارة البناء وكان بعضهم موظفين ومدرّسين.
بدأ توطين اليهود بعد الاحتلال بسنة تقريباً وكان أغلب المستوطنين الجدد قد قدموا من العراق وتونس وكردستان، واستوطنت وسكنت هذه العائلات اليهودية كل البيوت الفلسطينية.
أما اليوم فارتفع عدد أبناء القرية إلى 15 ألف نسمة معظمهم يقطنون في محافظة بيت لحم، وجميعهم ترنو عيونهم نحو قريتهم التي لا تبعد عنهم سوى بضعة كيلومترات، لكنهم محرومون من الوصول إليها، حيث حولها الاحتلال إلى مركز اقتصادي وسياسي إذ يوجد فيها العديد من المباني الحكومية، هذا عدا عن المساكن الفاخرة والشركات.

## معالمها
أنشئت في القرية عام 1932 «مدرسة بني حسن» وكانت من أوائل المدارس في المنطقة وأصبحت لاحقاً مدرسة ثانوية أيضاً. كان في القرية مسجد واحد ينسب إلى الخليفة عمر بن الخطاب لاعتقاد الناس أنه بني في المكان الذي صلّى فيه عمر بن الخطاب عند مروره من تلك المنطقة حين فتح المسلمون القدس.
بنيت بيوت القرية الفلسطينية من الحجر واتخذ مخططها شكلاً مستطيلاً. كان مجموع بيوتها عام 1931 نحو 300 بيت بنيت على أرض جبلية ترتفع حوالي 750 متراً عن سطح البحر مشرفة على مناطق واسعة من جميع الجهات ما عدا الشمال. كانت مساحة أراضيها حوالي 7000 دونماً امتلك اليهود منها 13% حتى عام 1948. كان عدد سكانها عام 1945، حسب إحصائيات رسمية تمّت في فلسطين في تلك السنة، حوالي 2000 نسمة منهم عشرة مسيحيين والباقون مسلمون.
يوجد في المالحة الكثير من القبور الكنعانية والرومانية المحفورة في الصخر مما يدلّ على عراقة المكان الذي كان مأهولاً منذ العصر البرونزي والروماني ويعتبره اليهود موقع قرية «منحات» التوراتية".
بعد سقوط القرية بأيدي القوات الصهيونية وخلال السنوات التي تلت الاحتلال تمّ هدم أغلب بيوت المالحة، إلاّ أن عشرات البيوت لا زالت قائمة - خاصة حارة الفواكسة - بما في ذلك المسجد العمري مع مئذنته البارزة على أعلى الجبل.
قامت إسرائيل عام 1991 بحملة بناء مكثفة على أرض اللاجئين الفلسطينيين وأقاموا حياً يهودياً كبيراً أعطوه اسم «منحات»، إلاّ أن الاسم العربي «مالحة» لا زال دارجاً حتى على ألسن الإسرائيليين. وبُني أيضاً حي آخر يحمل اسم «رمات شاريت» على أراضي القرية.

## في الوقت الحاضر
حالياً تعتبر المالحة اليوم من المناطق الجذابة في القدس وتحوي عدة منشآت عامة مثل: ملعب كرة قدم عصري «إستاد المالحة»، مجمّع تجاري ضخم، حديقة تكنولوجية وكليات تدريس، حديقة حيوانات كبيرة ومحطة قطار مركزية بعد أن تم ترميم خط سكة الحديد التاريخي يافا - القدس.

## روابط خارجية
- المجموعة 194
- فلسطين في الذاكرة